# 坪川站
坪川站（日语：／ Tsubogawa eki */?）是位於青森縣上北郡天間林村（現時：七戶町），南部縱貫鐵道的南部縱貫鐵道線車站（廢站）。

## 歷史
- 1963年（昭和38年）4月1日 - 此站與後平站同日啟用。
- 1997年（平成9年）5月6日 - 南部縱貫鐵道線暫停營業[1]。
- 2002年（平成14年）8月1日 - 南部縱貫鐵道線廢線，此站也廢除[2]。

## 車站構造
截至車站廢除前，此站是地面車站，設有1面1線的單式月台。此站是無人車站。車站位於路提上。月台上設有小型木製候車室。

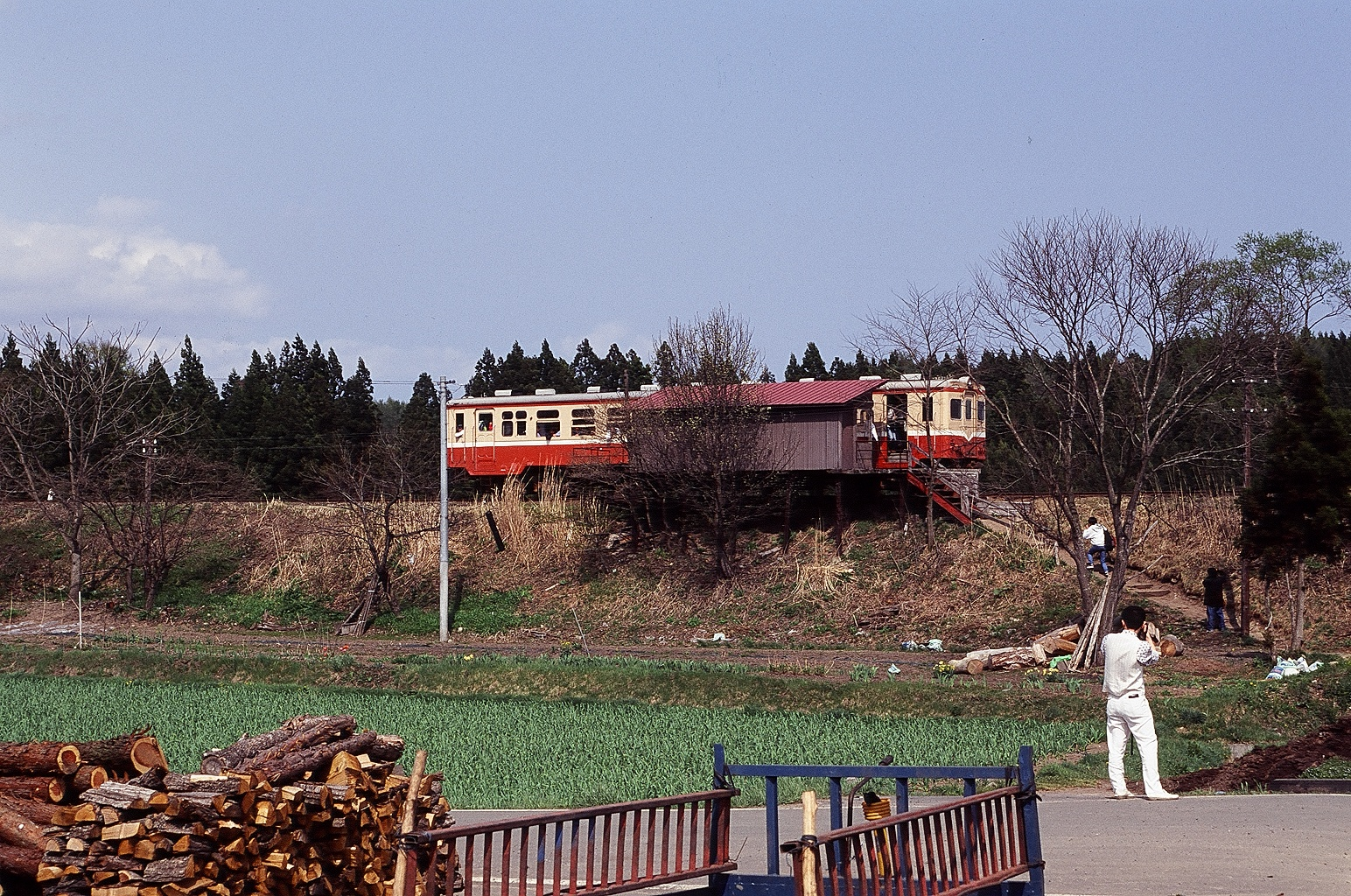
坪川站停靠中的KiHa10形柴油列車

## 相鄰車站
南部縱貫鐵道
南部縱貫鐵道線
坪－坪川－道之上

## 注腳
1. ↑   31 (8). 鐵道雜誌社: 104. 1997-08 （日语）.
2. ↑  . RAIL FAN (鐵道友之會). 2002年10月号, 49 (10): 22 （日语）.